# Limonia bipendula
Limonia bipendula là một loài ruồi trong họ Limoniidae. Chúng phân bố ở miền Australasia.